# Victor Hugo
Victor-Marie Hugo (Besançon, 26. veljače 1802. – Pariz, 22. svibnja 1885.), francuski je romanopisac, pjesnik, esejist, dramaturg i aktivist za ljudska prava, te možda najutjecajnija ličnost Francuskog romantizma. Iako je u Francuskoj najpoznatiji po svojim pjesmama i dramama, u ostatku svijeta znamo ga po romanima Jadnici i Zvonar crkve Notre-Dame. Među njegovim mnogim pjesničkim zbirkama, Les Contemplations i La Légende des Siècles su iznimno cijenjene kod kritičara, a Hugo se nekad identificira kao najveći francuski pjesnik.
Dok je bio mlad bio je ekstremno konzervativan, ali je prolaskom godina postajao sve bliskiji ljevici. Postao je strastveni republikanac i njegova djela bave se političkim i socijalnim problemima i umjetničkim trendovima tog vremena.

## Rani život i utjecaji
Victor-Marie Hugo rođen je 26. veljače 1802. u mjestu Besançon kao treći sin Josepha Léopolda Sigisberta Hugoa (1773. – 1828.) i njegove supruge Sophie Trébuchet (1772. – 1821.). Većinu svog života proveo je u rodnoj Francuskoj. No bio je izgnan iz države za vlasti Napoleona III. Godine 1851. živio je u Bruxellesu, od 1852. do 1855. živio je na Jerseyu, a od 1855. do 1870. i ponovno od 1872. do 1873. na Guernseyu. Godine 1852. dobio je generalno pomilovanje i od tada je egzil bio njegov osobni izbor.
Hugovo rano djetinjstvo bilo je ispunjeno velikim događajima. U stoljeću prije njegova rođenja, u Francuskoj revoluciji dogodio se kraj Dinastije Bourbon, a sam Hugo je svjedočio usponu i padu Prve Republike i nastanku Prvog Carstva pod vodstvom Napoleona Bonapartea. Napoleon se proglasio carem kada je Hugo imao samo 2 godine, a Dinastija Bourbon se vratila na prijestolje prije Hugova osamnaestog rođendana. Različiti politički i vjerski pogledi Hugovih roditelja odražavali su sile koje su se borile za prevlast u Francuskoj tijekom cijelog njegova života: Hugov otac bio je visoko odlikovani časnik u Napoleonovoj vojsci, ateistički republikanac koji je smatrao Napoleona herojem, dok je njegova majka bila katolička rojalistica koja je po nekim pričama za ljubavnika izabrala generala Victora Lahoriea, koji je 1812. pogubljen zbog sumnje da je kovao planove protiv Napoleona.
Sophie je slijedila svog muža na zadatke u Italiju (gdje je Léopold služio kao guverner provincije blizu Napulja) i u Španjolsku (gdje je on vodio tri Španjolske provincije). Svjesna problema stalnog seljenja zbog vojnog života i zbog mogućnosti za prijevare njezinog nevjernog supruga, Sophie se 1803. privremeno rastala od Léopolda i nastanila se u Parizu. Od tada je dominirala Hugovim obrazovanjem i razvojem. Rezultat toga bio je iskazan u njegovim ranim pjesmama i fikciji čije su glavne teme bile Kralj i vjera. Tek je kasnije, promatrajući događaje koje su uzrokovale revolucije 1848., Hugo odbacio katolički rojalizam i postao je pobornikom republikanizma i slobode mišljenja.

## Rana poezija i fikcija
Kao i mnoge druge mlade pisce njegove generacije, Hugov uzor bio je François-René de Chateaubriand, otac romantizma i jedna od najistaknutijih književnih ličnosti u Francuskoj za vrijeme 1800.-ih. U svojoj mladosti, Hugo je razvio tezu "Chateaubriand ili ništa" i njegov kasniji život imao je jako velikih sličnosti kao i onaj njegova prethodnika. Kao i Chateaubriand, Hugo je poticao i uznapredovao razvoj romantizma, i postao je povezan s politikom kao heroj republikanizma i bio je izgnan iz domovine zbog svojih političkih mišljenja.
Prijevremena strast i elokvencija Hugovih ranijih djela donijela mu je uspjeh i slavu u ranoj dobi. Njegova prva pjesnička zbirka (Nouvelles Odes et Poésies Diverses) izdana je 1824. kada je Hugo imao samo 23 godine, a donijela mu je kraljevsku plaću od Loja XVIII. Iako su se pjesmama divili zbog njihovog spontanog zanosa i tečnosti, tek je iduća zbirka koja je izdana 1826. (Ode i balade) otkrila Hugoa kao velikog i odličnog pjesnika, majstora lirike i kreativne pjesme.
Protiv majčinih želja, mladi Hugo se zaljubio i tajno zaručio s prijateljicom iz djetinjstva Adèle Foucher (1803. – 1868.). Zbog neobične bliskosti s majkom, Hugo se tek nakon njezine smrti 1821. osjećao slobodnim da se oženi s Adèle (1822.). Svoje prvo dijete, sina Léopolda, dobili su 1823., no dijete je preminulo još u djetinjstvu. Hugova ostala djeca su bila kćeri Léopoldine (28. kolovoza 1824.) i Adèle (24. kolovoza 1930.), te dva sina Charles (4. studenog 1928.) i François-Victor (28. listopada 1828.). Hugo je svoj prvi roman, Han d'Islande izdao 1823., a svoj drugi roman Bug-Jargal je izdao tri godine kasnije, 1826. U razdoblju između 1829. i 1840. Hugo je izdao još 5 pjesničkih zbirki (Les Orientales, 1829.; Les Feuilles d'automne, 1831.; Les Chants du crépuscule, 1835.; Les Voix intérieures, 1837.; i Les Rayons et les ombres, 1840.) i tako utvrdio svoju reputaciju kao jedan od najvećih i najboljih liričnih pjesnika svih vremena.

## Kazališni rad
Hugo nije tako brzo postigao uspjeh sa svojim kazališnim djelima. Godine 1827. izdao je nikad izvedenu dramu Cromwell, koja je poznatija po autorovom predgovoru nego po samoj radnji djela (glomazna duljina drame smatrala se "neprikladnom za izvođenje"). U uvodu, Hugo savjetuje francuske pisce da se oslobode od klasičnog stila teatra i tako pokrenuo bitku između francuskog klasicizma i romantizma koja će nakon tog događaja trajati još godinama. Nakon Cromwella, 1928. je uslijedila drama Amy Robsart, jedna eksperimentalna drama iz Hugova djetinjstva koja je nadahnuta Kenilworthom Waltera Scotta koja je bila u produkciji njegova šurjaka Paula Fouchera, i uspjela je izdržati čak jedan nastup pred više no nezahvalnom publikom prije nego što je skinuta s pozornice.
Prva Hugova drama koja je producirana pod njegovim osobnim imenom bila je Marion Delorme. Iako je prvotno zabranjena i cenzurirana zbog svojeg kritiziranja monarhije, zabrana je skinuta, a premijera bez cenzura bila je 1829., no ponovno bez uspjeha. Iduća drama koju je Hugo napisao i izveo - Hernani - se pokazala kao jedan od najuspješnijih i najpotresnijih događaja 19. stoljeća u francuskoj kazališnoj sceni i to već prve noći kada je postala poznata kao "Bitka za Hernani". Danas je djelo relativno nepoznato i ne pamti se osim kao podloga za Verdijevu istoimenu operu. No, u ono vrijeme, izvedba predstave skoro bi se pretvorila u rat između tada ključnih suparnika u francuskoj kulturi i društvu: klasicisti protiv romantičara, liberali protiv konformista i na kraju republikanci protiv rojalista. Dramu su uvelike osudile novine, no izvodila se pred punim kazalištem noć za noći. Također je signalizirala da se Hugov koncept romantizma iznimno ispolitizirao: Hugo je vjerovao da će isto kao što će i liberalizam osloboditi narod od patnja pod monarhijom i diktaturom, romantizam osloboditi umjetnost od klasicizma.
Hugo je 1832., nadahnut uspjehom Hernania, izdao još jednu dramu Kralj uživa. Drama je zabranjena odmah nakon prve večeri i to zbog istaknutog ismijavanja francuskog plemstva, postala je izuzetno popularna u tiskanom obliku. Motiviran zabranom, Hugo je svoju iduću dramu Lucrèce Borgia napisao za samo 14 dana. Drama je izvedena tek 1833. i doživjela je zapažen uspjeh. Mademoiselle George (prijašnja Napoleonova ljubavnica) igrala je glavnu ulogu, a glumica Juliette Drouet igrala je jednu od sporednih uloga. No, Drouet je kasnije zaigrala jako veliku ulogu u Hugoovu privatnom životu postavši njegovom doživotnom ljubavnicom i muzom. Iako je Hugo imao mnogo ljubavnih avantura, čak je i Hugova supruga priznala kako je Drouet jako povezana s Victorom i ona se smatrala dijelom obitelji. U Hugovoj sljedećoj drami (Marie Tudor, 1833.), Drouet je igrala ulogu Jane Grey, prethodnicu kraljice Mary Tudor. No, Drouet se nije pokazala pogodnom za ulogu i zamijenjena je drugom glumicom odmah nakon prve večeri. To je bila njezina posljednja uloga na francuskoj pozornici. Od tada je svoj život posvetila Hugou. Uz malu novčanu potporu, ona je postala njegova neplaćena tajnica i suputnica idućih 50 godina.
Hugov Angelo je imao premijeru 1835. i bio je velik uspjeh. Ubrzo nakon toga, grof od Orleansa (brat kralja Luja-Filipa i veliki obožavatelj Hugovih djela) osnovao je novo kazalište da podrži izvođenje novih drama. Théâtre de la Renaissance otvoreno je u studenom 1838. i prva predstava koja se u njemu izvodila je Ruy Blas. Iako se ta drama danas smatra jednim od Hugovih najboljih, u ono vrijeme nije bila baš dobro prihvaćena. Hugo nije napisao iduću dramu 1843. Les Burgraves je igrala samo 33 večeri i polako je gubila gledatelje, koji su išli gledati konkurentnu dramu. Les Burgraves je bila Hugova zadnja prava drama. Iako je kasnije, 1862., napisao jednu kratku dramu Torquemada, ona nije izdana sve do nekoliko godina prije njegove smrti, 1882. i nije bila namijenjena za izvođenje na pozornici. Hugov interest za kazalište nije opao i 1864. je izdao dobro-prihvaćeni esej o Williamu Shakespeareu, čiji je stil pokušao emulirati u svojim vlastitim dramama.

## Djela za odrasle
Hugovo prvo djelo za odrasle pojavilo se 1829., a odražavalo je oštru socijalnu svijest koja će uvelike utjecati na jedno od njegovih kasnijih djela. Posljednji dani čovjeka koji je osuđen na smrt je djelo koje je imalo dubok utjecaj na književnike kao što su Albert Camus, Charles Dickens i Fjodor Mihajlovič Dostojevski. Claude Gueux, kratka dokumentarna priča o ubojici iz stvarnog života koji je pogubljen u Francuskoj, pojavila se 1834., i kako je sam Hugo tvrdio, ona je bila preteča njegova najpoznatijeg djela Jadnici. No prvi Hugov pravi, dugi roman bio je iznimno uspješni Zvonar crkve Notre-Dame, koji je izdan 1831. i ubrzo je preveden na skoro sve europske jezike. Jedan od učinaka romana bila je popularizacija katedrale Notre-Dame, koja je sada privlačila tisuće turista koji su pročitali roman. Knjiga je također nadahnula ljubav prema predrenesansnim građevinama, koje se od tada aktivno čuvaju.
Hugo je počeo planove za svoj novi veliki roman o socijalnoj patnji i nepravdi za vrijeme 1830.-ih, no bilo je potrebno punih 17 godina kako bi se njegovo najpoznatije i najdugovječnije djelo, Jadnici, realiziralo i konačno izdalo 1862. Sam autor je bio svjestan da je njegov novi roman izvrstan i izdavanje je pripalo kupcu koji je najviše ponudio. Belgijska izdavačka kuća Lacroix & Verboeckhoven prihvatila se marketinške kampanje, što je bilo neobično za to vrijeme, tiskajući novinska izdanja djela punih šest mjeseci prije izdavanja djela. Prvotno je izdala samo prvi dio djela ("Fantine") koji je istodobno izdavan u većim gradovima. Dijelovi knjige brzo su se rasprodali i imali su veliki utjecaj na francusko društvo. Odgovori na djelo sezali su od divljeg entuzijazma pa do intenzivnih osuda, no problemi koji su istaknuti u Jadnicima ubrzo su se našli na dnevnom redu francuske Narodne skupštine. Taj roman je i dan danas još uvijek popularan u cijelom svijetu, prilagođen je za film, TV i glazbenu scenu i napisano je još nekoliko knjiga koje se na neki način smatraju nastavcima romana.
Hugo se od socijalno-političkih problema udaljio u svom idućem romanu, Orači mora koji je izdan 1866. Unatoč tome, knjiga je dobro primljena, možda zbog prijašnjeg uspjeha Jadnika. U romanu posvećenom kanalskom otoku Guernsey, na kojem je Hugo proveo 15 godina izgnanstva, Hugovo opisivanje čovjekove bitke s morem i sa strašnim stvorenjima koje žive ispod površine izrodilo je novi trend u Parizu - lignje. Od jela i ekshibicija pa do šešira i zabava u simbolu lignje, Parižani su postali fascinirani tom životinjom koju su mnogi tada smatrali mističnom. Guernseyska riječ koja je korištena u knjizi koristila se kako bi referirala na hobotnicu. 
Političko-socijalnim problemima vratio se u svom idućem djelu, Čovjek koji se smije koje je izdano 1869. i dalo je kritični prikaz aristokracije. No, roman nije bio toliko uspješan kao njegovi prethodnici, te je sam Hugo rekao da se povećava razlika između njega i njegovih književnih suvremenika kao što su Gustave Flaubert i Émile Zola, čija su naturalistička djela postajala sve popularnija od Hugovih romantističkih djela. Njegov zadnji roman Devedeset i treća, izdan 1874., bavio se problemom koji je Hugo prije izbjegavao: Vladavina terora za vrijeme Francuske revolucije. Iako je njegova popularnost opadala kada je roman izdan, mnogi Devedeset i treća smatraju jako značajnim djelom koje je uz rame Hugovim prijašnjim djelima.

## Politički život i izgnanstvo
Nakon tri neuspješna pokušaja, Hugo je 1841. prvi put izabran u Francusku akademiju i tako je utvrdio svoju važnu ulogu u francuskoj književnosti. Nakon toga se uvelike uključio u politički život i postao je veliki pobornik Republike. Kralj Luj-Filip ga je 1841. postavio za kraljevskog geneologa i time je ušao u visoko društvo kao Pair de France (ekvivalent engleskog lorda) i na tom položaju je govorio protiv smrtne kazne i socijalne nepravde, a zalagao se za slobodu tiska i samostalnost za Poljsku. Kasnije je izabran u Zakonodavnu i Konstitucionalnu Skupštinu, malo prije revolucija 1848. i formiranja Druge Francuske Republike.
Kada je Louis Napoleon (Napoleon III.) preuzeo potpunu vlast 1851. i kada je donio anti-parlamentarnu konstituciju Hugo ga je otvoreno proglasio izdajicom vlastite domovine. U strahu za život Hugo bježi u Bruxelles, pa na Jersey, a s obitelji se konačno smjestio na jedan od kanalskih otoka, Guernsey, točnije u Hauteville Houseu gdje je živio u izgnanstvu do 1870.
Dok je bio u egzilu, Hugo je napisao svoje poznate pamflete protiv Louisa Bonapartea, Napoléon mali i Histoire d'un crime. Pamfleti su zabranjeni u Francuskoj, no unatoč tome imali su velik utjecaj tamo. Hugo je za svog boravka u Guernseyju napisao neka od svojih najpoznatijih djela, kao što su Jadnici i njegove vrlo cijenjene zbirke poezije (Les Châtiments, 1853.; Les Contemplations, 1856.; i La Légende des siècles, 1859.).
Hugo je u jednom slučaju uvjerio vladu kraljice Viktorije da poštedi 6 Iraca smrtne kazne zbog terorističkih aktivnosti. Taj njegov čin rezultirao je uklanjanjem smrtne kazne iz Ženevske, Portugalske i Kolumbijske konstitucije..
Iako je Napoleon III. izdao pomilovanje svim političkim izgnanicima 1859., Hugo se odbio vratiti jer je to značilo da treba povući svoje kritike i mišljenja prema vladi i kralju. Tek kada je Napoleon III. pao i nastala je Treća Republika, Hugo se vratio u rodnu zemlju 1870., u kojoj je jako brzo izabran u Narodnu Skupštinu i Senat.

## Vjerski pogledi
Hugovi vjerski pogledi radikalno su se mijenjali tokom njegova života. Kao mladić bio je katolik i izražavao je veliko poštovanje prema Crkvenoj hijerarhiji i autoritetu. Od tada on se sve više odaljava od katolicizma i izražava veliko negodovanje prema papama i ima snažne anti-klerične poglede. Tijekom egzila postao je spiritualist, a kasnije je postao pobornik racionalnog deizma koji je bio sličan onome koji je podržavao Voltaire. Kada je jedan popisnik 1872. pitao Hugoa da li je on katolik, Hugo je odgovorio: "Br. 1 slobodoumnik".
Hugo nikad nije izgubio svoju antipatiju prema rimokatoličkoj crkvi uglavnom zbog njezine ravnodušnosti za nedaće radnika koji su bili tlačeni od monarhije i možda zbog učestalosti da se Hugova djela nalaze na papinoj listi "zabranjenih knjiga" (Hugo je dobio čak 740 napada zbog Jadnika od strane katoličkog tiska.). Nakon njegovih sinova Charlesa i Françoisa-Victora, Hugo je zahtijevao da se pokopaju bez križa i bez svećenika, a isto je želio da se napravi i na njegovom pogrebu. Iako je Hugo vjerovao da je katolička dogma stara i umiruća, on nikad nije izravno napao samu instituciju. On je također ostao jako religiozan čovjek i do kraja života je vjerovao u moć i potrebu molitve.
Hugov racionalizam se može naći u njegovim pjesmama Torquemada (1869., koja govori o vjerskom fanatizmu), Papa (1878., nasilno anti-klerična), Vjere i vjera (1880., u kojoj odbija korist crkava) i u onim postumno izdanim Kraj Sotone i Bog (1886. i 1891., u kojoj kršćanstvo predstavlja kao grifona, a racionalizam kao anđela).
O vjeri je Hugo rekao:
Predvidio je da će kršćanstvo eventualno nestati, no da će ljudi i nakon toga vjerovati u "Boga, Dušu i odgovornost."

## Posljednje godine i smrt
Kada se Hugo 1870. vratio u Pariz, narod ga je slavio kao nacionalnog heroja. Unatoč svojoj popularnosti Hugo je izgubio izbore za primanje u Narodnu skupštinu 1872. U jako kratkom periodu nakon neuspjelih izbora Hugo je dobio lakši moždani udar, doživio je Opsadu Pariza, njegova kći je završila u umobolnici, a u tom kratkom periodu doživio je i smrt svojih dvaju sinova. Njegova druga kći, Léopoldine, utopila se u brodskoj nesreći 1843., njegova supruga Adèle umrla je 1868., a njegova vjerna ljubavnica Juliette Drouet umrla je 1883., samo dvije godine prije njegove smrti. Unatoč velikim obiteljskim gubicima Hugo ustrajava na političkim promjenama. Dana 30. siječnja 1876. Hugo je izabran za člana u novoosnovanom Senatu. Njegova posljednja faza u političkom životu smatra se neuspjehom. Hugo je preuzeo ulogu tvrdoglavog starca i jako je malo učinio za svog boravka u Senatu.
U veljači 1881. Hugo je proslavio svoj 79. rođendan. U čast njegova ulaska u osmo desetljeće života, održana je jedna od najvećih posveta koja je održana nekom živućem piscu. Proslava je započela 25. i Hugo je dobio Sevresku vazu, tradicionalni dar za suverenike. Dana 27. veljače u njegova čast je održana jedna od najvećih parada u francuskoj povijesti. Narod je marširao od Avenue d'Eylau, pa do Champs-Elysees i na kraju do samog središta Pariza. Narod je marširao šest sati kako bi prošao kraj Hugova stana u kojem ih je on gledao s prozora. Svaki pedalj parade napravljen je i isplaniran samo za Hugoa. Službeni vodiči su čak nosili i različke da bi aludirali na Cosetteinu pjesmu u Jadnicima.
Victor Hugo preminuo je 22. svibnja 1885. u 83. godini života, i njegova smrt je bila popraćena masovnim javnim žaljenjem. U svijetu ga ne cijenimo samo kao izvrsnog književnika nego kao i državnika koji se borio za očuvanje cjelovitosti Treće Republike i demokracije u Francuskoj. Više od dva milijuna ljudi pridružilo se njegovoj pogrebnoj povorci koja je krenula od Slavoluka pobjede pa do Panthéona gdje je Hugo i pokopan.

## Nacrti
Jako malo ljudi zna da je Hugo bio jednako profiličan u likovnoj umjetnosti kao i u književnosti, stvorivši preko 4,000 crteža u svom životu.
Iako mu je crtanje na početku bio samo hobi, ono počinje igrati jako veliku ulogu u njegovu životu malo prije njegova egzila, kada je donio odluku o prestanku pisanja kako bi život posvetio politici. Crtanje je bio Hugov glavni kreativni izlaz u periodu od 1848. do 1851.
Hugo je radio samo na papiru i u malom mjerilu, koristeći uglavnom tamnosmeđi ili crni tuš s malim dodacima bijela i jako rijetko u boji. Njegovi sačuvani crteži su iznenađujuće uspješni i poprilično "moderni" u svom stilu. Danas se njegove slike smatraju jednim od preteča nadrealizma i apstraktnog ekspresionizma.
Hugo se ne bi ustručavao koristiti dječje šablone, mrlje od tinte, lokve i mrlje, čipke i druga pomagala, također često koristeći ugljen sa šibica i svoje prste radije nego olovke i kistove. Nekad je dodavao i kavu i čađu da bi postigao efekte koje želi. Govori se da je Hugo često crtao sa svojom lijevom rukom ili bez gledanja papir, čak i dok je bio u spritualističkim seansama kako bi dopro do nesvjesne misli. Taj njegov koncept je kasnije popularizirao Sigmund Freud.
Hugo je svoje crteže držao podalje od javnosti u strahu da oni ne bi zasjenili njegov književni rad. No, volio je podijeliti svoje crteže s obitelji i prijateljima, najčešće kao slike na ručno izrađenim razglednicama koje je slao za vrijeme svog egzila. Neka njegova djela pokazana su, i njima su se divili, umjetnici kao Vincent van Gogh i Eugène Delacroix koji su se kasnije složili u tome da je Hugo postao umjetnik, a ne književnik, da bi zasjenio sve umjetnike njegova stoljeća.

## Memorijali
Stanovnici Guernseya podigli su mu kip u Candie vrtovima kako bi komemorirali njegov boravak na otoku.
Grad Pariz očuvao je njegova boravišta na Guernseyu i u Place des Vosges 6, Pariz i pretvorio ih u muzeje. Kuća u Viandenu, Luksemburg u kojoj je boravio 1871. također je pretvorena u komemorativni muzej.
Victor Hugo je svetac u Vijetnamskoj religiji Cao Dai.

## Djela

### Izdana za života
- Nouvelles Odes (1824.)
- Bug-Jargal (1826.)
- Han d'Islande (1823.)
- Ode i balade (1826.)
- Cromwell (1827.)
- Les Orientales (1829.)
- Posljednji dani čovjeka koji je osuđen na smrt (Le Dernier jour d'un condamné), (1829.)
- Hernani (1830.)
- Zvonar crkve Notre-Dame (1831.), (Notre-Dame de Paris)
- Marion Delorme (1831.)
- Jesensko lišće ('Les Feuilles d'automnes) (1831.)
- Kralj uživa (Le roi s'amuse), (1832.)
- Lucrèce Borgia (1833.)
- Marie Tudor (1833.)
- Mirabeau (1834.)
- Littérature et philosophie mêlées (1834.)
- Claude Gueux (1834.)
- Angelo (1835.)
- Les Chants du crépuscule (1835.)
- Les Voix intérieures (1837.)
- Ruy Blas (1838.)
- Les Rayons et les ombres (1840.)
- Rajna (1842.)
- Les Burgraves (1843.)
- Napoléon mali (1852.)
- Les Châtiments (1853.)
- Pisma Louisu Bonaparteu (1855.)
- Les Contemplations (1856.)
- La Légende des Siècles (1859.)
- Jadnici (1862.), (prema kojem je napisan istoimeni mjuzikl)
- William Shakespeare (esej) (1864.)
- Les Chansons des rues et des bois (1865.)
- Orači mora (1866.) (Les Travailleurs de la Mer)
- Pariz - vodič (1867.)
- Čovjek koji se smije (1869.), (L'Homme qui rit)
- L'Année terrible (1872.)
- Devedeset i treća (Quatre-vingt-treize) (1874.)
- Mes Fil (1874.)
- Actes et paroles — Avant l'exil (1875.)
- Actes et paroles - Pendant l'exil (1875.)
- Actes et paroles - Depuis l'exil (1876.)
- La Légende des Siècles - 2. dio (1877.)
- Umjetnost bivanja djed (1877.)
- Histoire d'un crime  1. dio (1877.)
- Histoire d'un crime 2. dio (1878.)
- Papa (1878.)
- Religions et religion (1880.)
- L'Âne (1880.)
- Les Quatres vents de l'esprit (1881.)
- Torquemada (1882.)
- La Légende des siècles Tome III (1883.)
- L'Archipel de la Manche (1883.)
- Pjesme Victora Hugoa

### Izdana posmrtno
- Théâtre en liberté (1886.)
- Kraj Sotone (La fin de Satan) (1886.)
- Choses vues - 1. serija (1887.)
- Toute la lyre (1888.)
- Alpe i Pireneji (1890.)
- Dieu (1891.)
- Francuska i Belgija (1892.)
- Toute la lyre - nouvelle série (1893.)
- Correspondances - Tome I (1896.)
- Correspondances - Tome II (1898.)
- Les années funestes (1898.)
- Choses vues - 2. serija (1900.)
- Post-scriptum de ma vie (1901.)
- Dernière Gerbe (1902.)
- Mille francs de récompense (1934.)
- Océan. Tas de pierres (1942.)
- Pierres (1951.)
- Razgovori sa vječnošću

### Internetske reference
- Afran, Charles (1997). “Victor Hugo: French Dramatist”. Website: Discover France. (Originally published in Grolier Multimedia Encyclopedia, 1997, v.9.0.1.) Retrieved November 2005.
- Bates, Alfred (1906). “Victor Hugo”. Website: Theatre History. (Originally published in The Drama: Its History, Literature and Influence on Civilization, vol. 9. ed. Alfred Bates. London: Historical Publishing Company, 1906. pp. 11-13.) Retrieved November 2005.
- Bates, Alfred (1906). “Hernani”. Website: Threatre History. (Originally published in The Drama: Its History, Literature and Influence on Civilization, vol. 9. ed. Alfred Bates. London: Historical Publishing Company, 1906. pp. 20-23.) Retrieved November 2005.
- Bates, Alfred (1906). “Hugo’s Cromwell”. Website: Theatre History. (Originally published in The Drama: Its History, Literature and Influence on Civilization, vol. 9. ed. Alfred Bates. London: Historical Publishing Company, 1906. pp. 18-19.) Retrieved November 2005.
- Bittleston, Misha (uncited date). "Drawings of Victor Hugo". Website: Misha Bittleston. Retrieved November 2005.
- Burnham, I.G. (1896). “Amy Robsart”. Website: Theatre History. (Originally published in Victor Hugo: Dramas. Philadelphia: The Rittenhouse Press, 1896. pp. 203-6, 401-2.) Retrieved November 2005.
- Columbia Encyclopedia, 6th Edition (2001-05). “Hugo, Victor Marie, Vicomte”  Arhivirana inačica izvorne stranice od 16. svibnja 2008. (Wayback Machine). Website: Bartleby, Great Books Online. Retrieved November 2005. Retrieved November 2005.
- Fram-Cohen, Michelle (2002). “Romanticism is Dead! Long Live Romanticism!”  Arhivirana inačica izvorne stranice od 9. listopada 2004. (Wayback Machine). The New Individualist, An Objectivist Review of Politics and Culture. Website: The Objectivist Center. Retrieved November 2005.
- Haine, W. Scott (1997). “Victor Hugo”  Arhivirana inačica izvorne stranice od 11. travnja 2008. (Wayback Machine). Encyclopedia of 1848 Revolutions. Website: Ohio University. Retrieved November 2005.
- Illi, Peter (2001-2004). “Victor Hugo: Plays”  Arhivirana inačica izvorne stranice od 15. travnja 2009. (Wayback Machine). Website: The Victor Hugo Website. Retrieved November 2005.
- Karlins, N.F. (1998). "Octopus With the Initials V.H." Website: ArtNet. Retrieved November 2005.
- Liukkonen, Petri (2000). “Victor Hugo (1802-1885)”  Arhivirana inačica izvorne stranice od 24. ožujka 2014. (Wayback Machine). Books and Writers. Website: Pegasos: A Literature Related Resource Site. Retrieved November 2005.
- Meyer, Ronald Bruce (2004). “Victor Hugo”. Website: Ronald Bruce Meyer. Retrieved November 2005.
- Robb, Graham (1997). “A Sabre in the Night”. Website: New York Times (Books). (Excerpt from Graham, Robb (1997). Victor Hugo: A Biography. New York: W.W. Norton & Company.) Retrieved November 2005.
- Roche, Isabel (2005). “Victor Hugo: Biography”  Arhivirana inačica izvorne stranice od 19. ožujka 2008. (Wayback Machine). Meet the Writers. Website: Barnes & Noble. (From the Barnes & Noble Classics edition of The Hunchback of Notre Dame, 2005.) Retrieved November 2005.
- Uncited Author. “Victor Hugo”  Arhivirana inačica izvorne stranice od 8. kolovoza 2007. (Wayback Machine). Website: Spartacus Educational. Retrieved November 2005.
- Uncited Author. “Timeline of Victor Hugo”. Website: BBC. Retrieved November 2005.
- Uncited Author. (2000-2005). “Victor Hugo”. Website: The Literature Network. Retrieved November 2005.
- Uncited Author. "Hugo Caricature"  Arhivirana inačica izvorne stranice od 28. siječnja 2002. (Wayback Machine). Website: Présence de la Littérature a l’école. Retrieved November 2005.

### Internetski tekstovi
- E-texts of some of Hugo's works from various sources
- Victor Hugo Central
- Political speeches by Victor Hugo: Victor Hugo, My Revenge is Fraternity!
- Biography and speech from 1851  Arhivirana inačica izvorne stranice od 8. kolovoza 2007. (Wayback Machine)
- Djela Victora Hugoa na Projekt Gutenbergu
- Victor Hugo le dessinateur  Arhivirana inačica izvorne stranice od 10. srpnja 2013. (Wayback Machine)

### Daljnje informacije
- Barbou, Alfred (1882). Victor Hugo and His Times. University Press of the Pacific: 2001 paper back edition. .
- Brombert, Victor H. (1984). Victor Hugo and the Visionary Novel. Boston: Harvard University Press. .
- Davidson, A.F. (1912). Victor Hugo: His Life and Work. University Press of the Pacific: 2003 paperback edition. .
- Dow, Leslie Smith (1993). Adele Hugo: La Miserable. Fredericton: Goose Lane Editions.  .
- Falkayn, David (2001). Guide to the Life, Times, and Works of Victor Hugo. University Press of the Pacific. .
- Feller, Martin, Der Dichter in der Politik. Victor Hugo und der deutsch-französische Krieg von 1870/71. Untersuchungen zum französischen Deutschlandbild und zu Hugos Rezeption in Deutschland. Doctoral Dissertation, Marburg 1988.
- Frey, John Andrew (1999). A Victor Hugo Encyclopedia. Greenwood Press. .
- Grant, Elliot (1946). The Career of Victor Hugo. Harvard University Press. Out of print.
- Halsall, A.W. et al (1998). Victor Hugo and the Romantic Drama. University of Toronto Press. .
- Hart, Simon Allen (2004). Lady in the Shadows : The Life and Times of Julie Drouet, Mistress, Companion and Muse to Victor Hugo. Publish American. .
- Houston, John Porter (1975). Victor Hugo. New York: Twayne Publishers. .
- Ireson, J.C. (1997). Victor Hugo: A Companion to His Poetry. Clarendon Press. .
- Maurois, Andre (1956). Olympio: The Life of Victor Hugo. New York: Harper & Brothers.
- Maurois, Andre (1966). Victor Hugo and His World. London: Thames and Hudson. Out of print.
- Robb, Graham (1997). Victor Hugo: A Biography. W.W. Norton & Company: 1999 paperback edition. .(description/reviews)

## Vanjske poveznice
- Reprodukcije nekih Hugovih djela